# Kościół św. Mikołaja w Głogowie

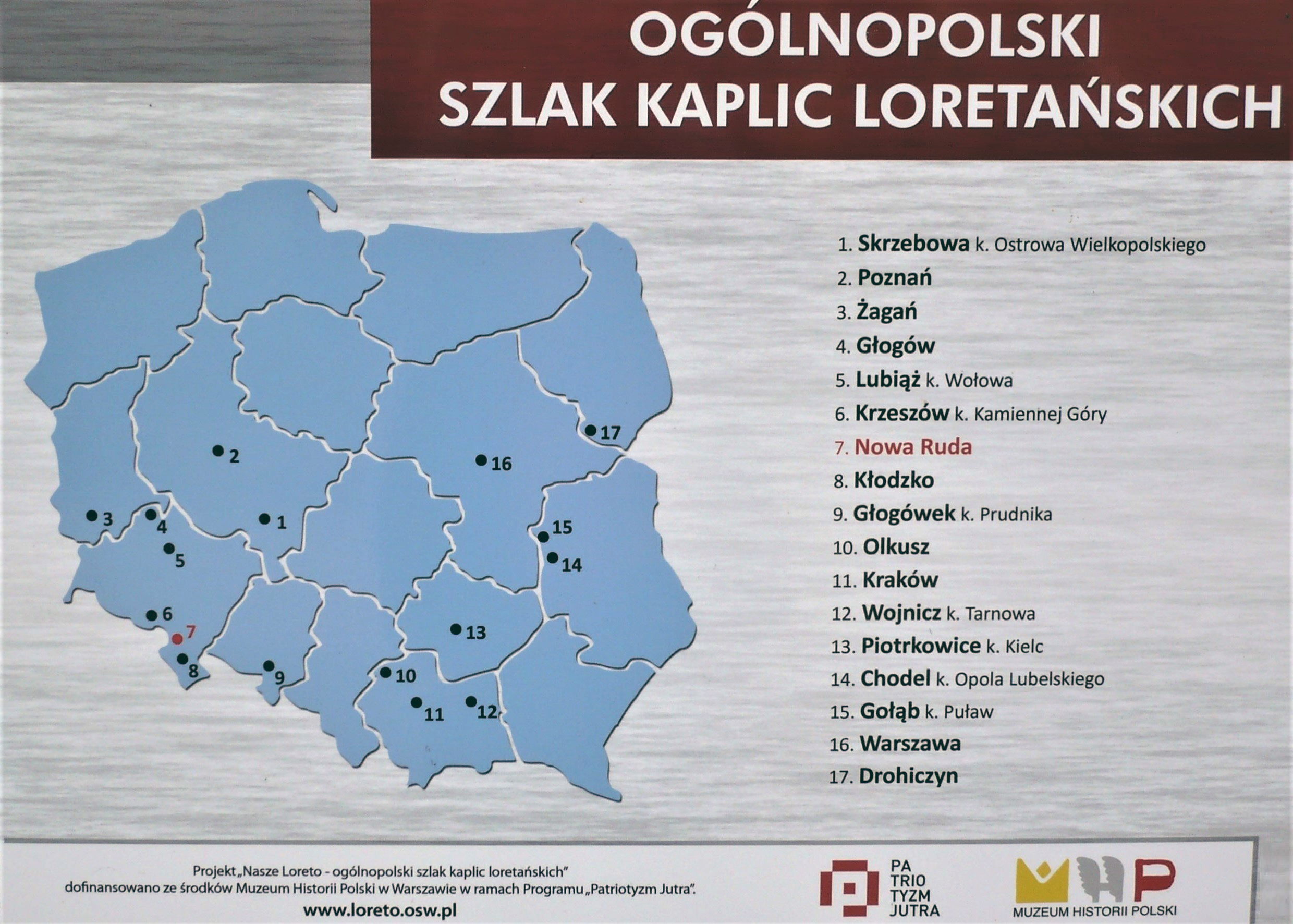
Ogólnopolski szlak kaplic loretańskich - tablica

Kościół św. Mikołaja – historyczny kościół parafialny pod wezwaniem św. Mikołaja, który był najważniejszą świątynią lewobrzeżnego Głogowa.
Z przeprowadzonych we wnętrzu badań archeologicznych wynika, że kościół wybudowano jeszcze w latach 30. i 40. XIII wieku. Powstał jako późnoromańska, trójnawowa bazylika na planie podłużnym. W pierwszej kolejności zbudowano prezbiterium wraz z przegrodą z łuku tęczowego. W następnej kolejności wzniesiono korpus nawowy, począwszy od ścian naw bocznych oraz absyd. Nawę boczną północną zamknięto od wschodu półkolistą absydą (szerokość nawy północnej - 4 m). Nawa boczną południową zamknięto absydą wewnątrz półkolistą, na zewnątrz wieloboczną (szerokość - 4,5 m). Długość naw wynosiła 24 m, natomiast szerokość nawy głównej i prezbiterium 8,3 m. Po wielkim pożarze miasta w 1291 roku świątynię odbudowano, jednak już w stylu gotyckim. Nowe prezbiterium wzniesiono wydłużone oraz zamknięto wielobocznie. Wybudowano również trzy pary filarów wielobocznych. Wnętrze przykryte zostało sklepieniem żebrowym opartym na wspornikach, utrzymywanych przez łęki przyporowe i przypory. Absydy naw boczny zastąpione zostały kaplicami prostokątnymi. Od zachodu wybudowano wieżę z bocznymi aneksami, stanowiącymi przedłużenie naw bocznych. U jej podstawy znajduje się gotycki portal, a w nim popiersie patrona kościoła – św. Mikołaja. Po kolejnym pożarze, w roku 1642, wnętrze otrzymało wystrój barokowy.  W 1758 roku dobudowano górną kondygnację wieży. 
Kościół został zniszczony w 1945 i odtąd pozostaje ruiną, poddawaną okresowo pracom zabezpieczającym. Obecnie ruiny kościoła zachowały gotycką bryłę wraz z przebudowami z okresu średniowiecza oraz wieków późniejszych. Zachowały się także gotyckie mury obwodowe, część gotyckich i barokowych sklepień, północna arkada międzynawowa oraz częściowo zniszczona wieża. Po zabezpieczeniu wieża stanowić ma pomnik – symbol zniszczeń Głogowa podczas II wojny światowej, zaś nawa zaadaptowana zostanie na amfiteatr.

## Historia
Najważniejsza świątynia mieszkańców lewobrzeżnego Głogowa. Pierwotnie kościół Św. Mikołaja był bazyliką romańską, której budowę rozpoczęto w 1230 roku. Nieszczęśliwym zbiegiem okoliczności uległa zniszczeniu w wyniku wielkiego pożaru, który nawiedził miasto w 1291 roku. Na fundamentach świątyni romańskiej powstał kościół gotycki.
W 1332 przy kościele powołana do życia została szkoła (autonomiczna w stosunku do szkoły kolegiackiej), siłą sprawczą zostali zamożni mieszczanie.
Konflikty religijne rozgrywające się na terenach Europy i Śląska w XVI w. nie ominęły Głogowa. W wyniku starć fara została przejęta w 1581 roku przez protestantów. Po ok. 100 latach kościół ostatecznie wraca do rąk kościoła katolickiego, jednak nie bez uszczerbku. W wyniku wojny trzydziestoletniej uległ sporym uszkodzeniom, co przyczyniło się do trwającej 21 lat odbudowy. Kolejny raz kościół został zniszczony w 1758 w trakcie wojen śląskich. Ruiny świątyni były wówczas wykorzystywane jako magazyn mąki i soli. W czasie II wojny światowej kościół ucierpiał w wyniku ostrzału, a następnie uległ pożarowi. Do dzisiaj pozostaje w stanie ruiny.

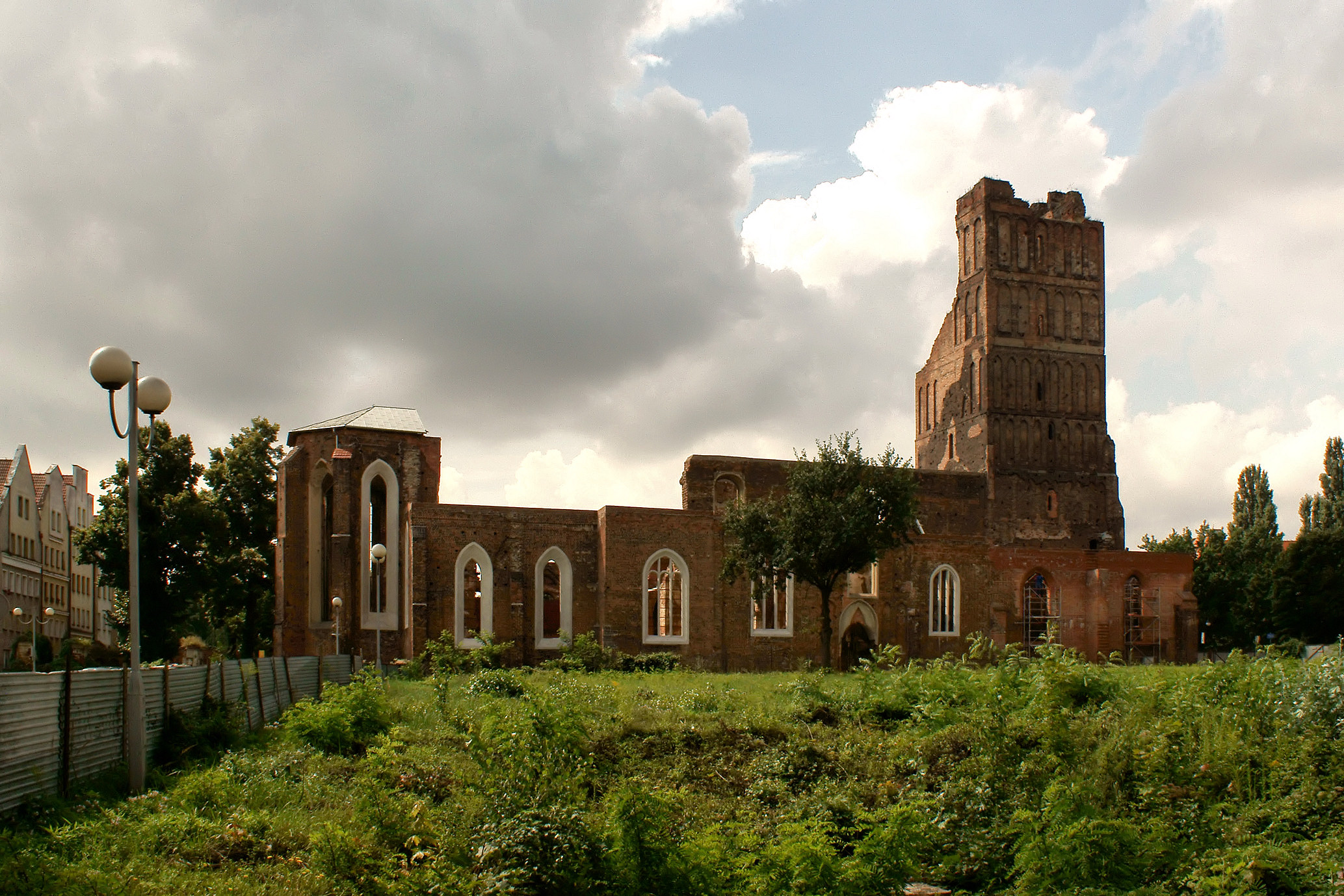
Ruina kościoła

## Kalendarium
- 1230–1250 – budowa świątyni romańskiej
- 1291 – pożar kościoła

rozbieżności źródłowe budowy kościoła gotyckiego obejmują okres ok. 100 lat
- 1332 – biskup Nankier zakłada przy kościele szkołę parafialną
- 7 maja 1420 r. – pożar niszczy wnętrze kościoła z ołtarzem głównym, amboną i ławkami.
- 1429 – przy kościele powstaje kaplica loretańska
- 6 sierpnia 1438 r. (1431?) – pożar kościoła oraz całego miasta podczas uroczystości odpustowych
- 1473 – w wieżę uderza piorun niszcząc jej wnętrze
- 1489 – w pożarze miasta zniszczony zostaje również kościół parafialny
- 1567 – odbudowa zniszczonej piorunem drewnianej części wieży
- 1581–1602 – kościół zostaje przejęty przez protestantów. Katolicy zatrzymali jedynie zakrystię i kaplicę Św. Krzyża.
- 1615 – w pożarze miasta częściowo płonie również kościół parafialny
- 1628 – rekatolicyzacja kościoła św. Mikołaja
- 1633–1634 – miasto zostaje zajęte przez wojska szwedzkie, kościół zostaje przekazany gminie protestanckiej
- 4 maja 1642 – kościół spalony i splądrowany przez wojska szwedzkie
- 1650 – odbudowa kościoła po odejściu wojsk szwedzkich. Prace prowadzono pod zwierzchnictwem proboszcza Baltazara Machni
- 1666 – oddanie kościoła do użytku po remoncie
- 1670 – założono kamień węgielny pod budowę kaplicy loretańskiej w miejscu starej zakrystii, której głównym fundatorem był burmistrz Joachim Franciszek Gross
- 1673 – po przebudowie starej zakrystii na kaplicę loretańską zbudowano nową zakrystię i ambonę nad nią
- 1692 – zakończenie prac przy restauracji wieży
- 1707 – kruchta południowa została przebudowana na kaplicę grzebalna rodziny Freundtów
- 1712–1714 – budowa nowego ołtarza i odnowienie wnętrza kościoła
- 13 maja 1758 – pożar miasta. Ogień wypalił całe wnętrze kościoła. Zawalił się szczyt do wnętrza niszcząc całkowicie sklepienie. Parafia zostaje przeniesiona do kościoła franciszkanów
- 6 grudnia 1773 – poświęceniem kościoła przez biskupa Moritza von Struchwitza po 15-letnim okresie odbudowy po pożarze
- 17 listopada 1812 – wojska francuskie splądrowały kościół zamieniając go na magazyny wojskowe
- 1814, 1818 – remont zdemolowanego kościoła
- 1841 – gruntowny remont pokrycia dachowego
- 1871 lub 1876 – w kościele wykonano wszelkie prace kamieniarskie: odkuto portal na starych wzorach, nowe cokoły oraz maswerki w oknach. W głębokiej niszy nad portalem umieszczono popiersie Św. Mikołaja
- 1901 – naprawa poszycia dachowego
- 1915–1920 – w kościele założono instalację elektryczną
- 1937–1938 – restauracja kościoła polegająca na doświetleniu wnętrza. Poszerzone okna w nawie otrzymały charakter barokowy a w chórze gotycki
- 1945 – całkowite zniszczenie kościoła
- 1950 – usunięcie wszystkich kamiennych płyt nagrobnych
- obiekt nie posiadał użytkownika
- początek lat 90. XX w. zabezpieczenie ruin przed zawaleniem oraz ogrodzenie obiektu
- 2007 – iluminacja kościoła

## Plany odbudowy
Po zakończeniu procesu badań archeologiczno-architektonicznych mających na celu jak największe rozpoznanie świątyni, prowadzone będą starania w związku z odbudową. Przewidziana odbudowa ma być częściowa, tak aby wnętrze kościoła mogło spełniać funkcję ekspozycyjną.

## Literatura
- Jerzy Jankowski, Encyklopedia Ziemi Głogowskiej, Kościół p. w. św. Mikołaja – okres romański, zeszyt nr 27, s. 13-14, Głogów 1995
- Tadeusz Kozaczewski, Głogów średniowieczny do końca XIII w., Państwowa Wyższa Szkoła Zawodowa, Głogów 2006
- GŁOGÓW – przewodnik turystyczny, XL tom Biblioteki Encyklopedii Ziemi Głogowskiej, Cutkowski, J. Dymytryszyn, R. Rokaszewicz, Głogów 1998